# Opy

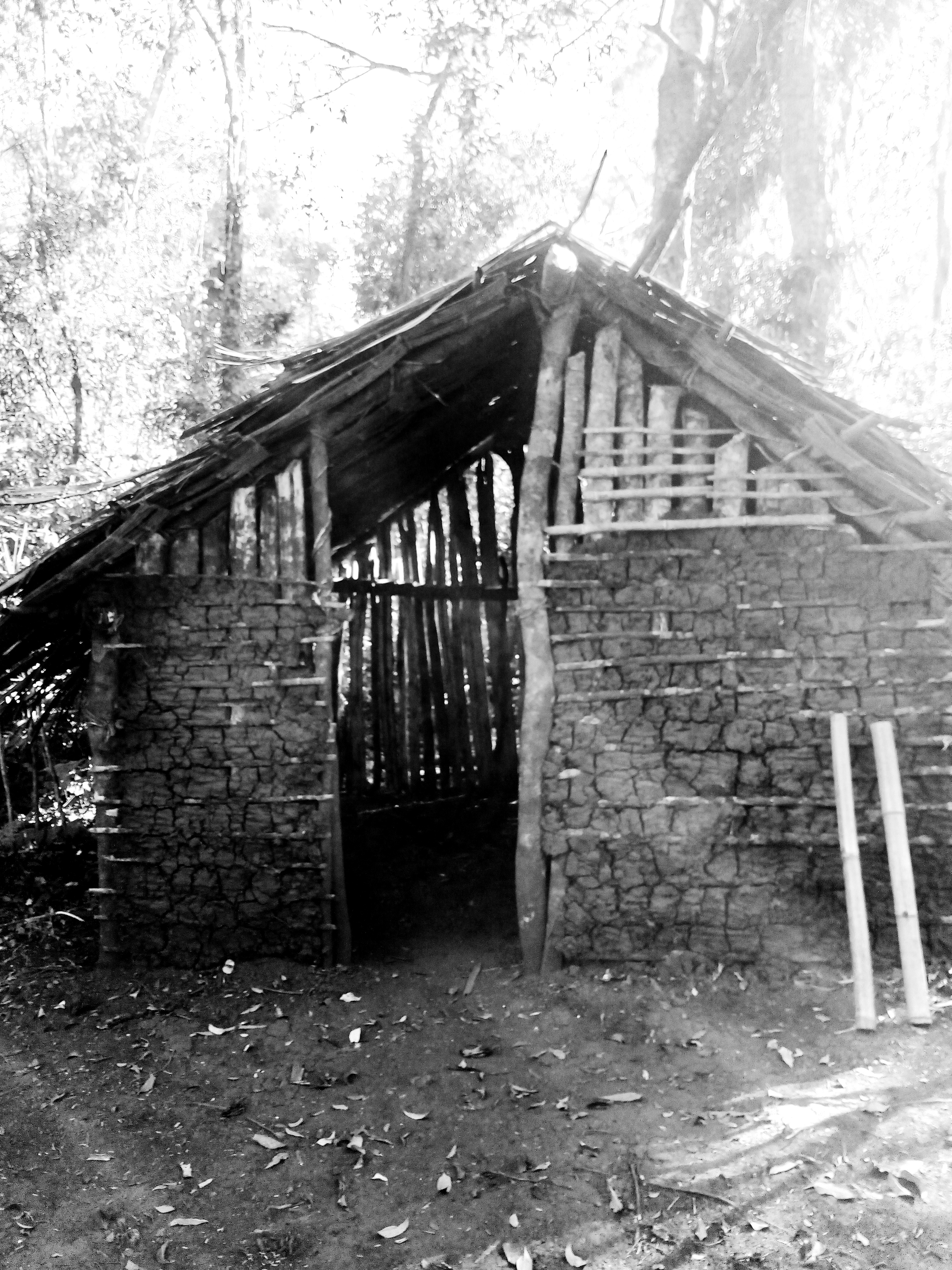
Opy (casa de reza). Foto tirada na Comunidade Fontin Mbororé, Puerto Iguazu.

Opy é a casa de reza dos Guaranis. São realizados todas as atividades religiosas da aldeia, como funerais, rituais de cura, bênção do milho antes do cultivo, entre outros.

## Construção
Geralmente, a Opy é construída no centro da comunidade e a frente da casa de reza é voltada para o leste. É feita de pau a pique, e nas construções antigas, os telhados eram de taquara batida, atualmente usam sapê, Brasilit ou telha de barro. As paredes devem ser muito bem vedadas, os Guaranis acreditam que assim os espíritos indesejados não entram. O interior das Opys não há divisórias. Nas laterais colocam bancos e no fundo o fogo. O espaço central é reservado para as danças.

## Organização espacial
Denominações das áreasː
- Amba´iː espaço sagrado, onde armazena os instrumentos utilizados nos rituais.[3]
- Opy rokareː pátio aberto e de terra batida, localizado na frente da Opy.[3]

O Amba´i fica ao fundo, na parede voltada para o leste. Nas laterais colocam bancos e no fundo o fogo. O espaço central é reservado para as danças.

## Função religiosa e cultural
Para os guaranis a Opy é um lugar sagrado. A Opy é o lugar onde ocorre o batismo que a criança recebe o nome, onde as sementes do primeiro plantio de milho são abençoadas, o local tido como mais apropriado para fumar o petygua, onde as reuniões acontecem, onde acontecem os funerais, as atividades religiosas e onde as brigas acabam.
Nela os xamãs pronunciam belas palavras provindas de espíritos através de sonhos. As paredes da Opy são coberta com barro para que espíritos ruins e indesejáveis não consigam entrar. A Opy representa a preservação da cultura e aproximação dos membros da aldeia. "Com ela, poderemos recuperar nossa dignidade", disse o guarani Karaí Mirim.